# Sofista
El terme sofista, del grec sophía (σοφία), «saviesa» i sophós (σοφός), «savi», és el nom que rebia a la Grècia clàssica al que feia la professió d'ensenyar la saviesa. Sophós i Sophía en els seus orígens denotaven una especial capacitat per realitzar determinades tasques com es reflecteix a la Ilíada (XV, 412). Més tard s'atribuiria aquest nom a qui disposés d'«intel·ligència pràctica» i era un expert i savi en un sentit genèric. Seria Eurípides qui li afegiria un significat més precís com «l'art pràctic del bon govern» (Eur. I.Á.749) i que va ser usat per assenyalar les qualitats dels Set Savis de Grècia. No obstant això, en transcórrer el temps va haver-hi diferències respecte al significat de sophós: d'una banda, Èsquil anomena així als qui donen utilitat al que se sap, mentre que per d'altres és al contrari, sent-ho qui coneix per naturalesa. A partir d'aquest moment es crearà un corrent, que s'aprecia ja en l'obra de Píndaro, que dona un caire despectiu al terme sophós assimilant-ho a «xerraire».
Ja en l'Odissea, Ulisses és qualificat de sophón com a «enginyós». Per contra, Eurípides anomena a la sophía «llestesa» i al sophón «saviesa», tractant amb això de diferenciar la intensitat i grau de coneixement de les coses que tenen respectivament els homes i els déus. També es coneix com a aquell que sap convèncer.

## Historicitat
Els sofistes eren pensadors que van desenvolupar la seva activitat a l'Atenes democràtica del segle V a. de C. Els filòsofs de la naturalesa, els presocràtics, havien elaborat diferents teories per explicar el cosmos. Els sofistes i Sòcrates van a canviar l'objecte de la filosofia. Ara, el tema de reflexió és l'home i la societat. Com que els sofistes eren viatgers, coneixien diferents cultures, totalment diferents a la grega. Per això es van plantejar problemes referits als costums i les lleis. Són els costums i lleis un simple acord, una convenció, o són naturals? Així va sorgir la idea de relativisme.
Els sofistes eren mestres que anaven de ciutat en ciutat ensenyant a ser bons ciutadans i a triomfar en la política. L'art de parlar en públic, la retòrica, era essencial en la democràcia grega, on els ciutadans hi participaven constantment. Els ensenyaments dels sofistes tenien una fi pràctica, saber fer en els assumptes públics. Van ser els primers pensadors que van rebre diners pels seus ensenyaments. Uns dels principals sofistes va ser Protàgores (480-410 a. de C.).

## Evolució del terme
El verb sophídsesthai, «practicar la sophía», va sofrir una evolució similar a l'acabar per entendre's com «engalipar». La derivació sophistés es va donar als Set Savis en el sentit de «filòsofs» i així anomena Heròdot a Pitàgores, a Soló, i als qui van fundar el culte dionisíac. També s'anomenava així als mousike i als poetes i, en general, a tots els que exercien una funció educadora. L'ús pejoratiu va començar a prendre forma al segle V a. C., coincidint amb l'extensió de l'ús del terme als prosistes. El moment coincideix amb un increment de les suspicàcies dels atenencs cap als qui mostraven una major intel·ligència. Isòcrates denigrava que el terme «hagués caigut en deshonor» i Sòfocles ho atribueix al fet que els educadors i mestres rebessin una remuneració pel seu treball. Aquesta és la tesi més estesa actualment.
No obstant això, a la Grècia Antiga era acceptat que els poetes cobressin pels seus serveis. El menyspreu amb el qual els sofistes eren tractats a vegades no naixia del fet mateix de rebre remuneració, sinó de fer-ho, sobretot, per la formació en l'anomenada àrete, l'art de la política i la ciutadania, que incloïa totes les tècniques persuasives per fer-se un lloc en l'administració de la polis.

## Crítiques
Plató criticava als sofistes pel seu formalisme i els seus paranys dialèctics, pretenent ensenyar la virtut i a ser home, quan ningú des d'un saber purament sectorial, com el del discurs retòric, pugues atribuir-se tal dret.
La primera exigència d'aquesta areté era el domini de les paraules per ser capaç de persuadir als altres. «Poder convertir en sòlids i forts els arguments més febles», diu Protàgores. Gòrgies diu que amb les paraules es pot enverinar i embaladir. Es tracta, doncs, d'adquirir el domini de raonaments enganyosos. L'art de la persuasió no està al servei de la veritat sinó dels interessos del que parla. Anomenaven a aquest art «conducció d'ànimes». Plató dirà més tard que era «captura» d'ànimes.
Segons alguns autors, no eren, doncs, pròpiament filòsofs. Pels qui són d'aquesta opinió, tenien no obstant això en comú amb els filòsofs una actitud que si que podia anomenar-se filosòfica: l'escepticisme i relativisme. No creien que l'ésser humà fos capaç de conèixer una veritat vàlida per a tots. Cada un té «la seva» veritat.
Per contra, hi ha qui sosté que sí que ho eren, i que les àcides crítiques de Plató corresponen a una disputa per un mateix grup de potencials deixebles i a les seves diferències polítiques i filosòfiques.
D'Aristòtil ve també el sentit pejoratiu: sofista és qui utilitza el sofisme per raonar. Els més destacats membres de la sofística van ser: Protàgores, Gòrgies, Hípies, Pròdic, Trasímac, Críties i Càl·licles.

## Reivindicació en l'actualitat
Enfront de la tradició filosòfica, alguns autors a partir del segle xx han tractat de reivindicar la importància filosòfica dels sofistes. Per exemple, Giorgio Colli ha destacat que no és menor el rigor lògic de Gòrgies de Leontins que el de Plató. A més, planteja la hipòtesi que potser el sofista fos el creador de la refutació per reducció a l'absurd. També Michel Onfray ha tractat de destacar el paper dels sofistes en la filosofia grega.